# Globalia
Globalia ist ein dystopischer Roman, der von Jean-Christophe Rufin im Jahr 2004 veröffentlicht wurde. Es ist sein fünfter Roman. Auf Deutsch erschien er in der Übersetzung durch Claudia Steinitz im Jahr 2005.

## Handlung
Die Handlung spielt in einer unbestimmten Zukunft, sie beginnt am 27. Juli der „globalischen Ära“, von der man nur weiß, dass sie unserer folgt. Eine Art totalitärer Weltstaat, genannt „Globalia“, sichert seinen Bürgern Sicherheit, Wohlstand und eine fragwürdige Art der Freiheit, die bis zu dem Moment gilt, an dem sie sich gegen die Regierung des Systems stellen. Die Sicherheitszonen sind ausschließlich auf der nördlichen Hemisphäre angesiedelt, während die Non-Zonen sich auf der südlichen Hemisphäre befinden und als eine grausame Art des Zwangsexils für jene Menschen gedacht sind, die als Terroristen eingestuft werden. Baikal, ein jugendlicher Globalier, sucht einen Weg, um der Gesellschaft, in die er geboren wurde und die er verachtet, zu entfliehen.   Dieser junge Mann gerät in eine Verschwörung, die Ron Altman erfunden hat. Diese besteht aus der Erfindung eines neuen Feindes Nummer Eins, um die Globalier zu vereinen und sie gegen die angebliche Gefahr aus den Non-Zonen aufzuhetzen.

## Protagonisten
- Baikal (jugendlicher Globalier, der eine Liebesbeziehung mit Kate führt)
- Kate (jugendliche Globalierin, die durch Baikals Überzeugungskraft von seinen Plänen motiviert ist)
- Ron Altman (arbeitet für die Regierung, spielt ein abgekartetes Spiel mit Baikal)
- Puig Pujols (ein gutherziger Mann, der davon geträumt hat, Journalist zu werden, jedoch bei kritischen Fragen unbefriedigende Antworten bekommen hat. Nach einem offenbar gefälschten Terroranschlag wird er misstrauisch und lernt Kate und Baikal kennen)

## Merkmale dieser Dystopie
- Der Gebrauch eines Feindes für den Zusammenhalt  einer Gesellschaft
- Die Unfähigkeit der politischen Macht gegenüber der ökonomischen Lage
- Die Schwierigkeit, Freiheit und Sicherheit zu vereinen
- Die Risiken des Studiums der Geschichte und der historischen Erinnerung für den Frieden in der Gesellschaft
- Die Gesellschaft braucht das Recht, Individuen unter dem Deckmantel der Sicherheit auszuschließen (in die Non-Zonen)
- Die Rolle der Medien in dem Selbstverständnis der Gesellschaft und ihres Zusammenhaltes (gefälschte Attentate/Monitore)
- Die Risiken der Jugend für die Gesellschaft (Geburtenkontrolle und Erziehungsanstalten)